# Gonzalo Morales
Gonzalo Morales, né le 3 avril 2003 à Córdoba, est un footballeur argentin qui joue au poste d'avant-centre à l'Unión de Santa Fe.

## Biographie

### Carrière en club
Né à Córdoba en Argentine, Gonzalo Morales est formé par le Boca Juniors, où il commence sa carrière professionnelle. Il joue son premier match avec l'équipe première du club le 24 septembre 2002, à l'occasion d'une rencontre de Superliga contre Godoy Cruz. Il entre en jeu vers la fin du match et son équipe s'impose 1-0,.

## Palmarès
Boca Juniors
- Championnat d'Argentine
  - Champion en 2022